# 15 cm Kanone M. 80
Il 15 cm Kanone M. 80 era un cannone da fortezza e da assedio austro-ungarico, impiegato durante la prima guerra mondiale.

## Storia
Questa arma faceva parte della famiglia M. 80 insieme al 12 cm Kanone M. 80 calibro 120 mm ed al 18 cm kurze Kanone M. 80, un obice da 180 mm. Le tre bocche da fuoco furono adottate nel 1880 in sostituzione dei pezzi del tipo M. 61. Immesse in servizio l'anno successivo, erano montate sullo stesso affusto ed impiegavano lo stesso sistema di chiusura. Erano armi con una ridotta mobilità, concepite secondo la dottrina ottocentesca per l'impiego statico da fortezza e per l'artiglieria da assedio.
Come tutti gli eserciti europei, anche quello austro-ungarico entrò nella Grande Guerra con un parco di artiglieria per la maggior parte obsoleto. I pezzi da 15 cm vennero comunque utilizzati in postazione statica nelle opere difensive, come nell'assedio di Przemyśl e di Cracovia sotto attacco dei russi. Si provvide poi nel corso della guerra a prelevare i pezzi da 15 cm dalle fortezze per impiegarle come artiglieria campale pesante, come fatto per il più piccolo 12 cm Kanone M. 80.

## Tecnica
La canna era in bronzo sottoposto ad autoforzamento, pesava 3 200 kg ed era lunga 3 600 mm. L'otturatore era a cuneo orizzontale. Le munizioni erano a cartoccio-proietto. L'affusto a ruote di tipo rigido, comune per le tre armi della famiglia, era in ferro, munito di avantreno. L'elevazione era ottenuta agendo su un vitone sotto la culatta. Il pezzo doveva essere messo in batteria su di una piattaforma di travi e tavole, alla quale l'affusto era reso solidale da un freno di sparo idraulico collegato ad un perno centrato sulla piattaforma. Al momento dello sparo tutto il pezzo rinculava limitato dal freno e risalendo sui cunei posti dietro alle ruote; esaurita la corsa retrograda, i cunei facevano sì che il pezzo tornasse in batteria per gravità.